# حمزة عبود
حمزة عبود هو لاعب كرة قدم لبناني في مركز ظهير ‏، ولد في 1 نوفمبر 1984 في بيروت في لبنان. لعب مع نادي الأنصار.

## وصلات خارجية
- حمزة عبود على موقع قاعدة بيانات كرة القدم.إي يو (الإنجليزية)
- حمزة عبود على موقع ناشيونال فوتبول تيمز (الإنجليزية)
- حمزة عبود على موقع Soccerway.com (الإنجليزية)
- حمزة عبود على موقع كووورة